# Pfaffenheim
Pfaffenheim je občina v departmaju Haut-Rhin francoske regije Alzacija.
Leta 1990 je v občini živelo 1 130 oseb oz. 78 oseb/km².